# 洛阳音
洛阳音， 一般指中原文人的讀書音。源出東周首都雒陽的音韻，在南北朝時南遷的文人對中原家鄉的愁思，令洛陽音更受追捧。歷代一脈相承，並於宋室南渡後對杭州話產生一定的影響。後世的通語或韻書例如中州韻、中原音韻均參照了古老相傳的洛阳音，然而「參照」的比例多寡引起學者爭論，例如明代南京官话的基礎方言曾被認為是當時南京話，後世指出應是南京音與「中原書音」的妥協。

## 名稱
普遍又稱洛陽讀書音、中原書音，有時稱河洛音，被孔子及歷代文人尊稱為雅言、正音、讀書音。

## 爭論
20世紀以來，一些台灣鶴佬人嘗試考證台灣話的別稱「鶴佬話」的本字可能是「河洛話」，學術界普遍沒接受。
客家學者羅香林認為客家人是南遷中原人的後裔，客家話最完整地保留了古代中原音系。此觀點亦未被普遍接受。
另有觀點認為宋代汴洛音系屬南方官話而並非現代的北方官話，「北宋的时候，中原的方言还是属于南方系；现在的北系官话的前身只是燕京一带的一个小区域的方言」，但仍然無法被證實。